# Millepora alcicornis
Millepora alcicornis là một loài san hô trong họ Milleporidae. Loài này được Linneaus mô tả khoa học năm 1758.

## Hình ảnh

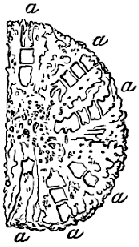
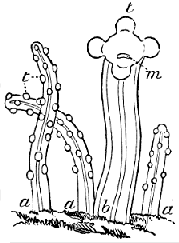